# Grand Prix Francie 1968
Grand Prix Francie 1968 (oficiálně LIV Grand Prix de France) se jela na okruhu Rouen-Les-Essarts v Grand-Couronne ve Francii dne 7. července 1968. Závod byl šestým v pořadí v sezóně 1968 šampionátu Formule 1.

## Kvalifikace
| Poř. | No. | Jezdec               | Konstruktér   | Čas    | Ztráta |
| ---- | --- | -------------------- | ------------- | ------ | ------ |
| 1    | 2   | Jochen Rindt         | Brabham-Repco | 1:56.1 | —      |
| 2    | 28  | Jackie Stewart       | Matra-Ford    | 1:57.3 | +1.2   |
| 3    | 26  | Jacky Ickx           | Ferrari       | 1:57.7 | +1.6   |
| 4    | 8   | Denny Hulme          | McLaren-Ford  | 1:57.7 | +1.6   |
| 5    | 24  | Chris Amon           | Ferrari       | 1:57.8 | +1.7   |
| 6    | 10  | Bruce McLaren        | McLaren-Ford  | 1:58.0 | +1.9   |
| 7    | 16  | John Surtees         | Honda         | 1:58.2 | +2.1   |
| 8    | 6   | Jean-Pierre Beltoise | Matra         | 1:58.9 | +2.8   |
| 9    | 12  | Graham Hill          | Lotus-Ford    | 1:59.1 | +3.0   |
| 10   | 20  | Pedro Rodríguez      | BRM           | 1:59.3 | +3.2   |
| 11   | 14  | Jackie Oliver        | Lotus-Ford    | 2:00.2 | +4.1   |
| 12   | 34  | Jo Siffert           | Lotus-Ford    | 2:00.3 | +4.2   |
| 13   | 22  | Richard Attwood      | BRM           | 2:00.8 | +4.7   |
| 14   | 4   | Jack Brabham         | Brabham-Repco | 2:00.8 | +4.7   |
| 15   | 36  | Piers Courage        | BRM           | 2:01.1 | +5.0   |
| 16   | 32  | Johnny Servoz-Gavin  | Cooper-BRM    | 2:01.2 | +5.1   |
| 17   | 18  | Jo Schlesser         | Honda         | 2:04.5 | +8.4   |
| 18   | 30  | Vic Elford           | Cooper-BRM    | 2:05.5 | +9.4   |

## Závod
| Poř.   | No. | Jezdec               | Konstruktér   | Počet kol | Čas/Odstoupení    | Pořadí na startu | Body |
| ------ | --- | -------------------- | ------------- | --------- | ----------------- | ---------------- | ---- |
| 1      | 26  | Jacky Ickx           | Ferrari       | 60        | 2:25:40.9         | 3                | 9    |
| 2      | 16  | John Surtees         | Honda         | 60        | + 1:58.6          | 7                | 6    |
| 3      | 28  | Jackie Stewart       | Matra-Ford    | 59        | + 1 kolo          | 2                | 4    |
| 4      | 30  | Vic Elford           | Cooper-BRM    | 58        | + 2 kola          | 17               | 3    |
| 5      | 8   | Denny Hulme          | McLaren-Ford  | 58        | + 2 kola          | 4                | 2    |
| 6      | 36  | Piers Courage        | BRM           | 57        | + 3 kola          | 14               | 1    |
| 7      | 22  | Richard Attwood      | BRM           | 57        | + 3 kola          | 12               |      |
| 8      | 10  | Bruce McLaren        | McLaren-Ford  | 56        | + 4 kola          | 6                |      |
| 9      | 6   | Jean-Pierre Beltoise | Matra         | 56        | + 4 kola          | 8                |      |
| 10     | 24  | Chris Amon           | Ferrari       | 55        | + 5 kol           | 5                |      |
| 11     | 34  | Jo Siffert           | Lotus-Ford    | 54        | + 6 kol           | 11               |      |
| NC     | 20  | Pedro Rodríguez      | BRM           | 53        | Neklasifikován    | 10               |      |
| Ret    | 2   | Jochen Rindt         | Brabham-Repco | 45        | Únik oleje        | 1                |      |
| Ret    | 4   | Jack Brabham         | Brabham-Repco | 15        | Palivová pumpa    | 13               |      |
| Ret    | 12  | Graham Hill          | Lotus-Ford    | 14        | Hřídel            | 9                |      |
| Ret    | 32  | Johnny Servoz-Gavin  | Cooper-BRM    | 14        | Nehoda            | 15               |      |
| Ret    | 18  | Jo Schlesser         | Honda         | 2         | Fatální nehoda    | 16               |      |
| DNS    | 14  | Jackie Oliver        | Lotus-Ford    |           | Nehoda v tréninku |                  |      |
| Zdroj: |     |                      |               |           |                   |                  |      |

## Průběžné pořadí po závodě
Pohár jezdců
|        | Pořadí | Jezdec          | Body |
| ------ | ------ | --------------- | ---- |
|        | 1      | Graham Hill     | 24   |
| 6      | 2      | Jacky Ickx      | 16   |
| 1      | 3      | Jackie Stewart  | 16   |
| 1      | 4      | Denny Hulme     | 12   |
| 1      | 5      | Pedro Rodríguez | 10   |
| Zdroj: |        |                 |      |

Pohár konstruktérů
|        | Pořadí | Konstruktér  | Body |
| ------ | ------ | ------------ | ---- |
|        | 1      | Lotus-Ford   | 29   |
|        | 2      | McLaren-Ford | 19   |
| 2      | 3      | Ferrari      | 19   |
|        | 4      | Matra-Ford   | 19   |
| 2      | 5      | BRM          | 17   |
| Zdroj: |        |              |      |